# Arctosa togona
Arctosa togona Roewer, 1960 è un ragno appartenente alla famiglia Lycosidae.

## Etimologia
Il nome proprio della specie deriva dalla nazione di rinvenimento degli esemplari: il Togo.

## Caratteristiche
L'opistosoma è di colore bruno-rossastro vivido (il cefalotorace è leggermente più scuro), con leggere strie di contorno. L'epigino è piatto, di forma trapezoidale.
Le femmine hanno il bodylenght (prosoma + opistosoma) di 7 millimetri (3 + 4).

## Distribuzione
La specie è stata reperita nel Togo.

## Tassonomia
Al 2016 non sono note sottospecie e dal 1960 non sono stati esaminati nuovi esemplari.